# أتو منساه
أتو منساه (بالهولندية: Atto Mensah)‏ هو مدرب كرة قدم ولاعب كرة قدم هولندي في مركز الهجوم، ولد في 27 أكتوبر 1964 في تيما في غانا. شارك مع منتخب سيراليون لكرة القدم. أما مع النوادي، فقد لعب مع أفريكا سبورتس وإيست إند ليونز.